# Liste des évêques de Gikongoro
Liste des évêques de Gikongoro
(Dioecesis Ghikongoroensis)
L'évêché de Gikongoro, au Rwanda, est créé le 30 mars 1992, par détachement de celui de Butare.

## Évêques
- 30 mars 1992-† 12 mars 2012 : Augustin Misago
- 12 mars 2012- 26 novembre 2014 : siège vacant
- 26 novembre 2014- : Célestin Hakizimana

## Sources
- L'annuaire pontifical, sur le site http://www.catholic-hierarchy.org, à la page